# VfB 1900 Offenbach
VfB 1900 Offenbach is een Duitse voetbalclub uit Offenbach am Main, Hessen. De club ontstond op 21 mei toen SV 02 Offenbach en VfR 1900 Offenbach fuseerden. De club speelt in de laagste reeksen. 